# Malandella queenslandica
Malandella queenslandica är en insektsart som beskrevs av Sjöstedt 1918. Malandella queenslandica ingår i släktet Malandella och familjen Diapheromeridae. Inga underarter finns listade i Catalogue of Life.